# Relațiile dintre Republica Moldova și Ucraina
Relațiile dintre Republica Moldova și Ucraina reprezintă relațiile externe între Republica Moldova și Ucraina. Republica Moldova are o ambasadă la Kiev și două consulate: la Odesa și la Vinița. Ucraina a deschis o ambasadă la Chișinău și un consulat la Bălți (în 2005). Actualul ambasador al Republicii Moldova în Ucraina este Ruslan Bolbocean, iar ambasadorul Ucrainei la Chișinău este Marko Șevcenko.
Frontiera între Republica Moldova și Ucraina are o lungime de 985 km. Ucrainenii sunt al doilea cel mai mare grup etnic în Republica Moldova după etnicii moldoveni. Există 442.346 de ucraineni în Republica Moldova, ceea ce reprezintă 11,2% din populația totală, potrivit recensământului din 2004.
Moldovenii și românii (0,8% în total) sunt a doua minoritate etnică din Ucraina. La recensământul ucrainean din 2001, erau 258.600 de moldoveni în Ucraina, ceea ce reprezintă 0,5% din populația ucraineană.